# 展覽館

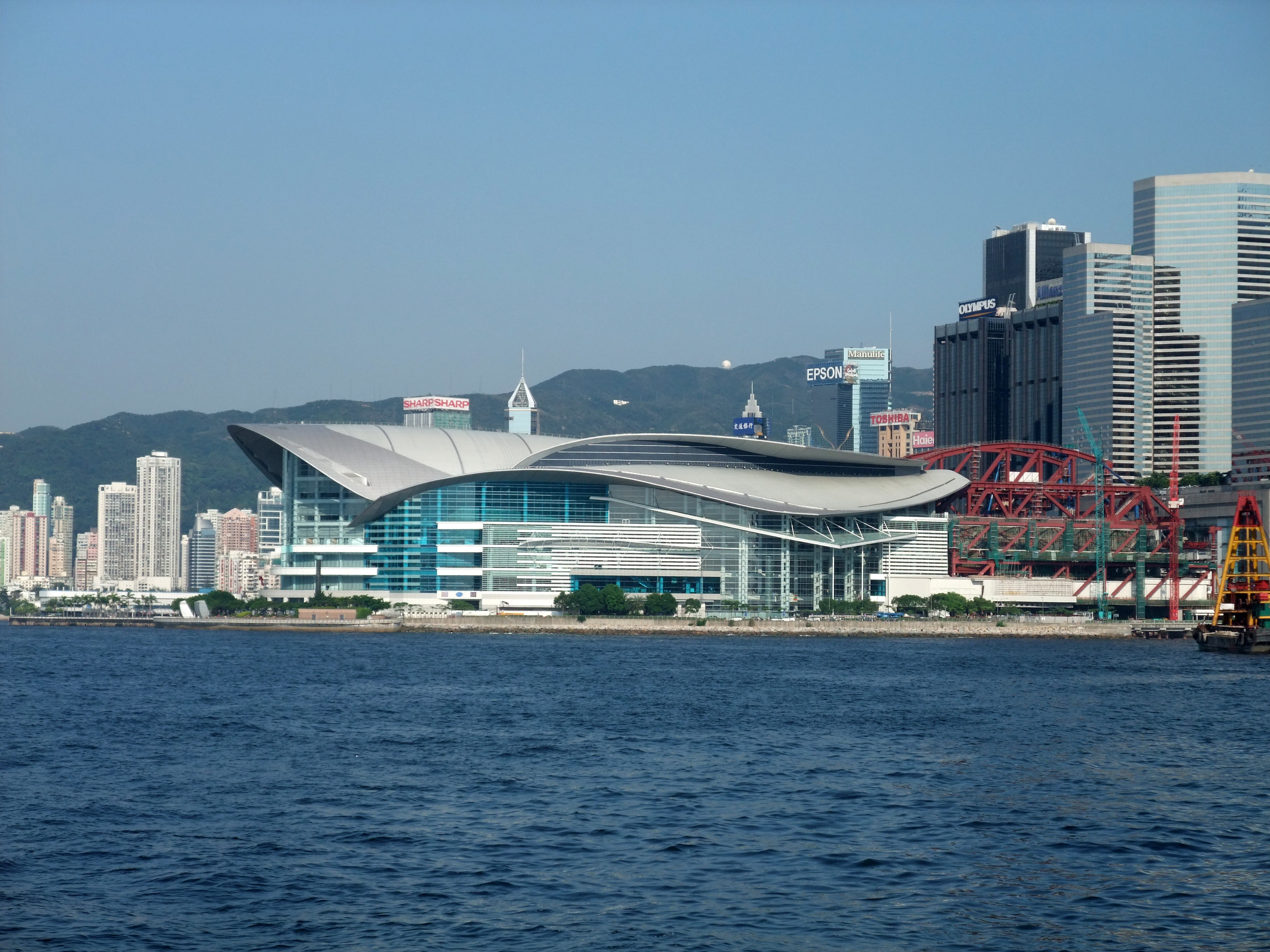
香港會議展覽中心

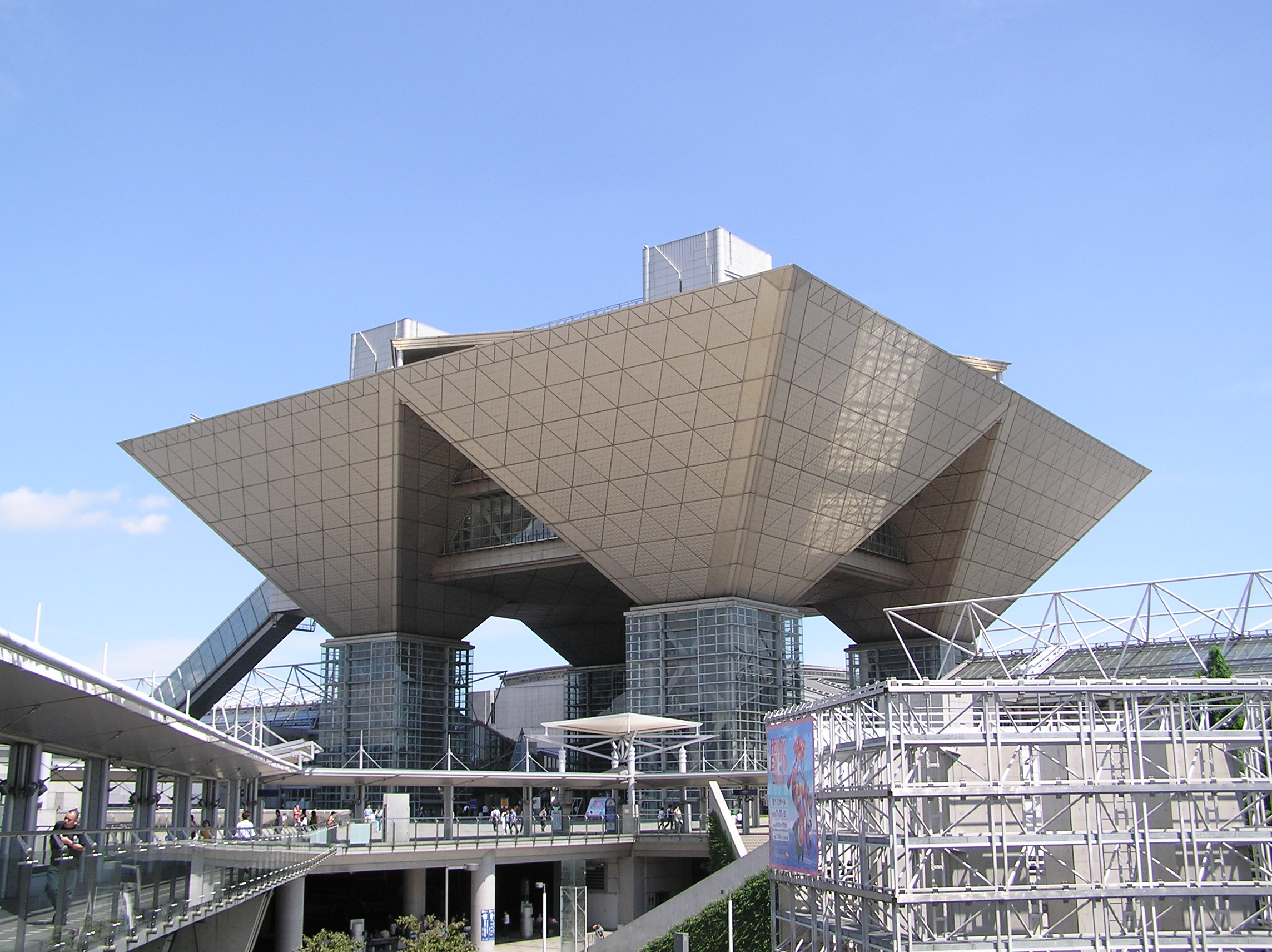
東京國際展示場

展覽館，又名展覽中心、展覽廳、展館、展覽場地、展場等，是以舉辦展覽活動為目的的地方或建築。

## 中國大陸
- 沈阳新世界博览馆
- 上海新国际博览中心
- 福州海峽國際會展中心
- 廣州琶洲会展中心
- 哈爾濱國際會展體育中心
- 北京國家會議中心
- 上海国家会展中心
- 天津国家会展中心
- 长沙国际会展中心
- 湖南國際會展中心
- 滨海国际会展中心
- 天津梅江会展中心
- 大連星海會展中心
- 深圳国际会展中心
- 珠海国际会展中心
- 广东（江门）珠西国际会展中心
- 昆明國際會展中心
- 郑州国际会展中心
- 新疆国际会展中心
- 海南国际会展中心
- 青岛国际会展中心
- 北京雁栖湖国际会展中心
- 重慶國際博覽中心
- 湛江国际会展中心
- 潭洲国际会展中心
- 宁波国际会议展览中心
- 石家庄国际会展中心
- 武汉展览馆
- 海口会展中心
- 深圳會展中心
- 青岛国际博览中心
- 杭州国际博览中心

## 香港
- 香港會議展覽中心
- 亞洲國際博覽館
- 九龍灣國際展貿中心

## 澳門
- 澳門漁人碼頭會議展覽中心
- 澳門威尼斯人會議展覽中心
- 澳門會展中心
- 銀河國際會議中心

## 台灣
- 台北世界貿易中心
- 台北南港展覽館1館
- 台北南港展覽館2館
- 台北國際會議中心
- 桃園會展中心
- 南投縣會展中心
- 台中世界貿易中心
- 水湳國際會展中心（興建中）
- 大臺中國際會展中心
- 臺中國際展覽館
- 大台南會展中心
- 高雄展覽館（高雄世界貿易展覽會議中心）
- 高雄國際會議中心
- 新北市工商展覽中心（五股工商展覽館）
- 南紡世貿展覽館

## 马来西亚
- 布城国际会展中心
- 吉隆坡會展中心

## 日本
- 東京國際論壇
- 東京國際展示場
- 幕張展覽館
- Pacifico橫濱

## 新加坡
- 新加坡博覽中心
- 濱海灣金沙
- 新達城新加坡國際會議展覽中心

## 美國
- 芝加哥麥考密克展覽中心（McCormick Place）
- 洛杉矶会展中心
- 波士顿会展中心

## 加拿大
- 溫哥華會議中心
- 大多倫多會議中心